# Masbaraud-Mérignat
Masbaraud-Mérignat – miejscowość i dawna gmina we Francji, w regionie Nowa Akwitania, w departamencie Creuse. W 2013 roku populacja ówczesnej gminy wynosiła 357 mieszkańców. 
W dniu 1 stycznia 2019 roku z połączenia dwóch ówczesnych gmin – Masbaraud-Mérignat oraz Saint-Dizier-Leyrenne – powstała nowa gmina Saint-Dizier-Masbaraud. Siedzibą gminy została miejscowość Saint-Dizier-Leyrenne. 